# Lawrence Alexander Wilson
Pour l’article homonyme, voir Wilson.
Lawrence Alexander Wilson (14 juin 1863-3 mars 1934) est un marchand et homme politique fédéral du Québec.

## Biographie
Il est né à Montréal dans le Canada-Est de parents originaires d'Aberdeen en Écosse et établis au Québec au XIXe siècle.  
Le 17 mai 1893, il se marie avec Eliza Hortense Perrault. De cette union nait trois enfants : Lawrence Maurice Wilson aussi connu sous le nom de Larry Wilson, Gladys Marie Wilson et Pauline Marguerite Wilson. Son beau-frère, Maurice Perrault, est député de la circonscription provinciale de Chambly de 1900 à 1909. 
Il fonde la Quebec Land Company en 1906. 
Élu député du Parti libéral du Canada dans la circonscription fédérale de Vaudreuil-Soulanges en 1925, réélu en 1926. Il fut à nouveau réélu à sa propre succession après avoir donné sa démission en 1929. Il ne se représente pas en 1930.
En 1930, le premier ministre William Lyon Mackenzie King lui propose le poste de sénateur de la division de Rigaud. Il demeure à son poste jusqu'à son décès en 1934 à l'âge de 70 ans.
En 1923, Wilson donne une partie de sa propriété à la municipalité de Coteau-du-Lac pour la construction d'un parc et donna la somme de 5 000 $ pour la construction d'un pavillon nommé en son honneur. En 1928, il fait don à la municipalité de Rigaud de sa résidence bourgeoise qu'il y possède, laquelle devient l'hôtel de ville de Rigaud.